# اسقف‌نشین رومی

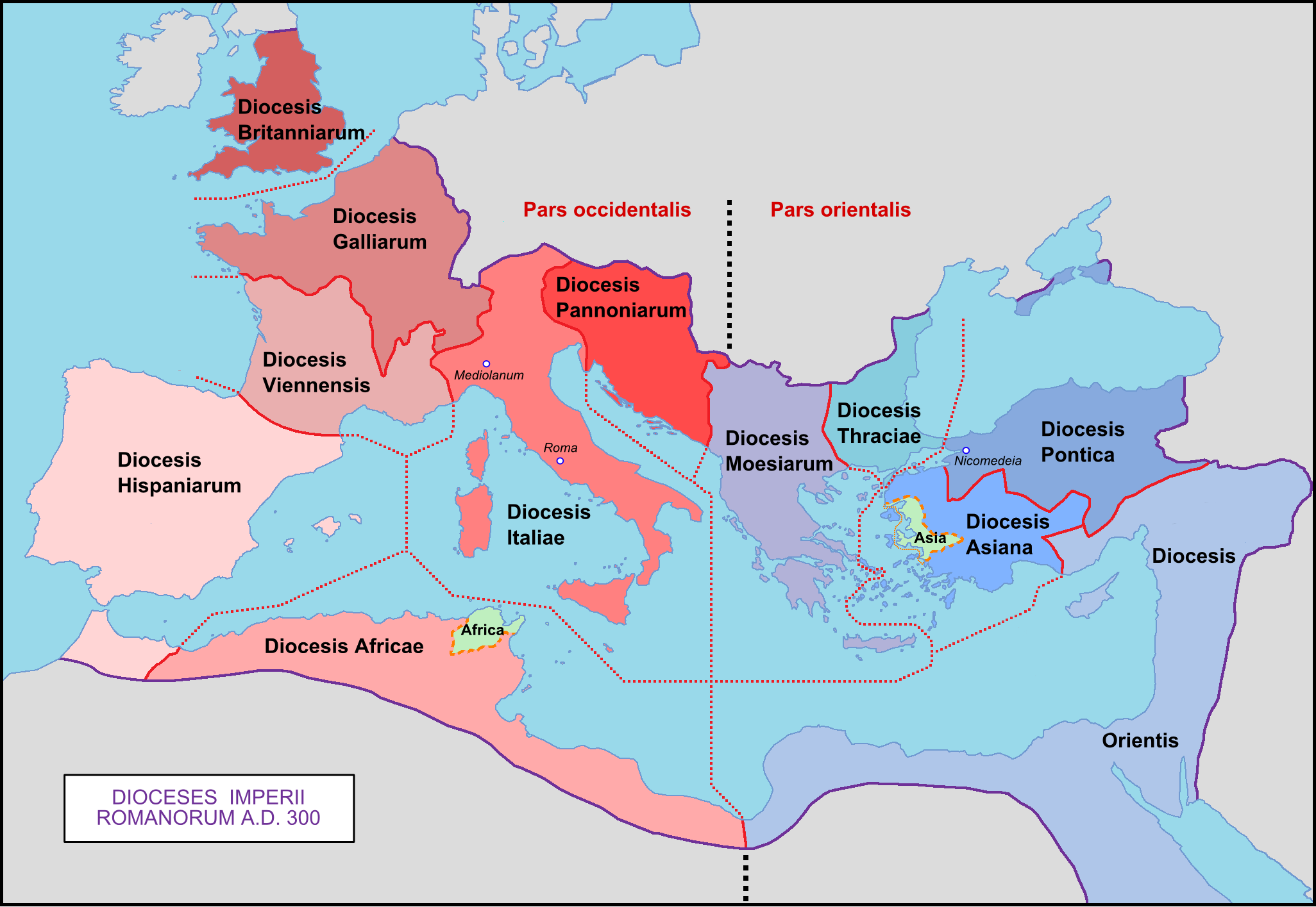
تقسیم امپراتوری به ناحیه پراتوری و اسقف‌های پراتوری پس از اولین سازماندهی مجدد تحت حکومت تترارکی.

اسقف‌نشین روم (لاتین: dioecēsis) در امپراتوری روم متأخر، که معمولاً بین سال‌های ۲۸۴ تا ۶۰۲ پس از میلاد برمی‌گردد، ناحیه حاکمیت منطقه‌ای که به اسقف رومی یا مدنی شهرت داشت از گروهی از استان‌های روم تشکیل می‌شد که هر کدام توسط یک Vicarius، که نمایندگان بخشداران پراتوری (که مستقیماً اسقف‌هایی را که در آن ساکن بودند اداره می‌کردند) بودند.
در ابتدا دوازده اسقف وجود داشت که در پایان قرن چهارم به چهارده رسید.